# آسیا نیتولانو
آسیا نیتولانو (انگلیسی: Asia Nitollano؛ زادهٔ ۱۴ فوریهٔ ۱۹۸۸) یک موسیقی‌دان اهل ایالات متحده آمریکا است.